# Доманевский, Юзеф
Ю́зеф Домане́вский (Домановский; пол. Josef Domaniewski; конец XVI ― первая половина XVII века) ― польский поэт и философ, сторонник Реформации в Великом княжестве Литовском.

## Религиозная деятельность
Юзеф Доманевский являлся одним из наиболее активных социниан в Великом княжестве Литовском. В конце 1590-х годов стал во главе нонадорантизма. Его соратники (Симон Будный, Д. Белинский) считали Христа человеком, критиковали Библию, не признавали бессмертия души.
В январе 1594 года с Яном Лицинием Намысловским участвовал как социнианин в диспуте с профессором Виленской иезуитской академии Мартином Смиглецким о вечности Христа, склоняясь в этом вопросе к номинализму.

## Общественные взгляды
Юзеф Доманевский обозначал место человека его сословной принадлежностью. Он считал, что человек должен проявлять себя в тех обстоятельствах, в которых он оказался волею судьбы. Труд ― есть моральная обязанность человека, залог его счастливой жизни. Отдавал предпочтение морально-этическим проблемам.
Склонялся к атеизму, за что в 1600 году был исключён из социнианской общины. Отойдя от общественной деятельности, занялся поэзией.

## Творчество
В 1620—1623 годах в любченской типографии вышли на латинском и польском языках стихотворные произведения «Афоризмы Соломона в поэтическом изложении» (1623) «Жизнь сельская и городская», «Предостережение тем, кто много говорит и ничего не делает», «Некоторые эмблемы».
С позиций гуманистической этики осуждал пороки общества, воспевал трудолюбие, честность, стремление к знаниям. В поэме «Жизнь сельская и городская» он говорит о преимуществе жизни в деревне ― жизни «настуральной».